# Østervrå Station
Østervrå Station er en nedlagt dansk jernbanestation i Østervrå. Stationsbygningen, der er tegnet af Sylvius Knutzen, er bevaret på Liljevej 10.
Østervrå var station på Hjørring-Hørby Jernbane (1913-53). Den var en af banens to krydsningsstationer og havde 173 m krydsningsspor og 93 m læssespor. I 1919 blev der anlagt et privat sidespor, som oprindeligt var bestemt for et kartoffelkogeri, men senere blev anvendt af en maskinfabrik.
Østervrå Station blev jernbaneknudepunkt 1924-50, mens Vodskov-Østervrå Jernbane eksisterede. Stationen blev nu udvidet med flere spor og en 3-sporet lokomotivremise, som er bevaret på Møllegade 25. Den store jernbanelov fra 1918 indeholdt en 25 km lang forlængelse fra Østervrå til Frederikshavn, men den blev ikke gennemført.